# Cigales
Cigales es un municipio y localidad de España, en la provincia de Valladolid, comunidad autónoma de Castilla y León. Con una extensión 60,97 km² y situado a 13 km al noroeste de la capital, es el centro de la comarca de la Campiña del Pisuerga. Con una fuerte tradición vinícola, es la principal localidad de la Denominación de Origen Cigales. En 2020 contó con una población censada de 5328 habitantes.

## Símbolos
El escudo heráldico que representa al municipio fue aprobado en 1992 con el siguiente blasón:

Escudo de forma española, sobre campo de azur, castillo en oro donjonado, almenado, mamposteado de sable y aclarado en azur, terrazado en gules, flanqueado de dos vides nuridas, una a cada lado. Bordura con las armas de los Niño: ocho flores de lis en azur sobre campo de oro. Todo él timbrado de corona real de España.
Boletín Oficial de Castilla y León nº 142 de 27 de julio de 1992

La bandera fue aprobada oficialmente en 1999 con la siguiente descripción textual:

Bandera cuadrada,de proporción 1x1, terciada al asta de verde y rojo y sobre la primera partición el escudo municipal, en sus colores.
Boletín Oficial de Castilla y León nº 13 de 21 de enero de 1999

## Geografía
El municipio se sitúa en la Campiña del Pisuerga y limita con los siguientes municipios: al norte con Villalba de los Alcores, Ampudia y Corcos del Valle; al sur con Fuensaldaña, Valladolid, y Santovenia de Pisuerga; al este con Corcos del Valle y Cabezón de Pisuerga y al oeste con Mucientes.
Se encuentra a 16 kilómetros de Valladolid. El término municipal está atravesado por la autovía de Castilla  A-62  entre los pK 114 y 116, además de por la carretera provincial  VA-900 , que permite la comunicación con Mucientes y Corcos. 
El relieve del territorio está caracterizado por la campiña en suave pendiente que ocupa el espacio entre los montes Torozos al oeste y el río Pisuerga al este. El arroyo de San Pedro y el arroyo del Prado cruzan el territorio camino del río. La altitud oscila entre los 856 metros al oeste, ya en los montes Torozos, y los 700 metros a orillas del río Pisuerga. El pueblo se alza a 745 metros sobre el nivel del mar. 
| Noroeste: Villalba de los Alcores y Ampudia (Palencia) | Norte: Corcos del Valle       | Noreste: Corcos del Valle                             |
| Oeste: Mucientes                                       |                               | Este: Corcos del Valle y Cabezón de Pisuerga          |
| Suroeste: Mucientes yFuensaldaña                       | Sur: Fuensaldaña y Valladolid | Sureste: Cabezón de Pisuerga y Santovenia de Pisuerga |

## Historia

### SigloXVI
María de Habsburgo, infanta de España y archiduquesa de Austria, tercera hija de Felipe I el Hermoso y de Juana de Castilla, hermana del emperador Carlos I, y también conocida como María de Hungría por ser Reina consorte de Hungría de 1521 a 1526, y que fue gobernadora de los Países Bajos durante 24 años (1531-1555), se retiró al final de su vida a Cigales, donde murió el 18 de octubre de 1558.

### SigloXIX
Así se describe a Cigales en la página 398 del tomo VI del Diccionario geográfico-estadístico-histórico de España y sus posesiones de Ultramar, obra impulsada por Pascual Madoz a mediados del siglo XIX:

CIGALES

Villa con ayuntamiento en la provincia, audiencia territorial, capitanía general y diócesis de Valladolid (2 leguas), partido judicial de Valoria la Buena (2 1/2).
Situada en la llanura de una pequeña colina y combatida por los vientos N, E y O. Su clima es frío, y las enfermedades más comunes, pulmonías y tabardillos en invierno y primavera, y fiebres intermitentes en el otoño.
Tiene 300 casas; la de ayuntamiento, en cuyas habitaciones bajas está la cárcel; escuela de primera educación, concurrida por 140 alumnos, a cargo de un buen profesor, dotado con 4.000 reales, de una obra pía que al efecto fundó el Ilustrísimo Señor Don Fray Antonio Alcalde, hijo de esta villa, y obispo que fue de Guadalajara, en el reino de México, quien además costeó el buen edificio en que está el establecimiento; un antiguo y arruinado palacio, propiedad del duque de Osuna; 2 fuentes de buenas aguas que surten al vecindario para beber y demás usos domésticos, y una iglesia parroquial (Santiago Apóstol), matriz de la granja de Zamadueña y caserío de Valdeví.
Confina el término N Corcos; E Cabezón; S Valladolid, y O Mucientes. Dentro de él se encuentran 2 ermitas (Nuestra Señora de Septiembre y el Humilladero), varios manantiales, la granja de Zamadueña, el caserío de Valdeví y los despoblados de Santiuste, Santa Marina, Villullas, Concejos de San Pedro y Santa Cruz.
El terreno participa de cascajoso y flojo y de arcilloso; pasa a 3/4 legua de la población el río Pisuerga, y a 1/2 legua el canal de Castilla, sobre el que hay un acueducto y un puente que dirige a Cabezón; tiene la villa 3 montes, uno llamado El Grande de 4.000 obradas, poblado de roble, en mal estado, y 2 titulados de la mesa, el uno de 400 obradas, poblado de roble, por el cual cruza la cañada del monte de Torozos, y el otro de 180 obradas con arbolado de encina, el cual es propiedad del duque de Osuna.
Caminos: los locales, en mal estado. Correo: se recibe y despacha martes y sábado en la administración de Valladolid por un valijero.
Producciones: vino, trigo, cebada, centeno, algarroba, yeros, garbanzos, guijas, lentejas, avena y patatas; cría ganado lanar, mular y vacuno; abundante caza de conejos y perdices, y así en el río como en el canal, pesca de bogas, barbos, tencas, anguilas y alguna trucha.
Industria: la agrícola, la recriación de ganados, unas aceñas con 4 muelas en la granja de Zamadueña; y el bordado en toda clase de tules, al que se dedican unas 200 jóvenes para las casas de comercio de Valladolid.
Comercio: exportación de frutos sobrantes, e importación de los artículos que faltan.
Población: 290 vecinos, 1.150 almas.

Capital productivo: 3.782.520 reales. Imponible: 378.252 reales. Contribución: 52.428 reales 5 maravedíes. Presupuesto municipal: 11.000 reales. Se cubre con los productos de propios, y el arbitrio de 4 a 6 maravedíes, que se satisface de cada cántara de vino que se extrae al por mayor.

## Geografía humana

### Demografía
Cuenta con una población de 5364 habitantes (INE 2024).
| Gráfica de evolución demográfica de Cigales entre 1842 y 2021                                                         |
| |
| Población de derecho según los censos de población del INE. Población de hecho según los censos de población del INE. |

### Urbanismo

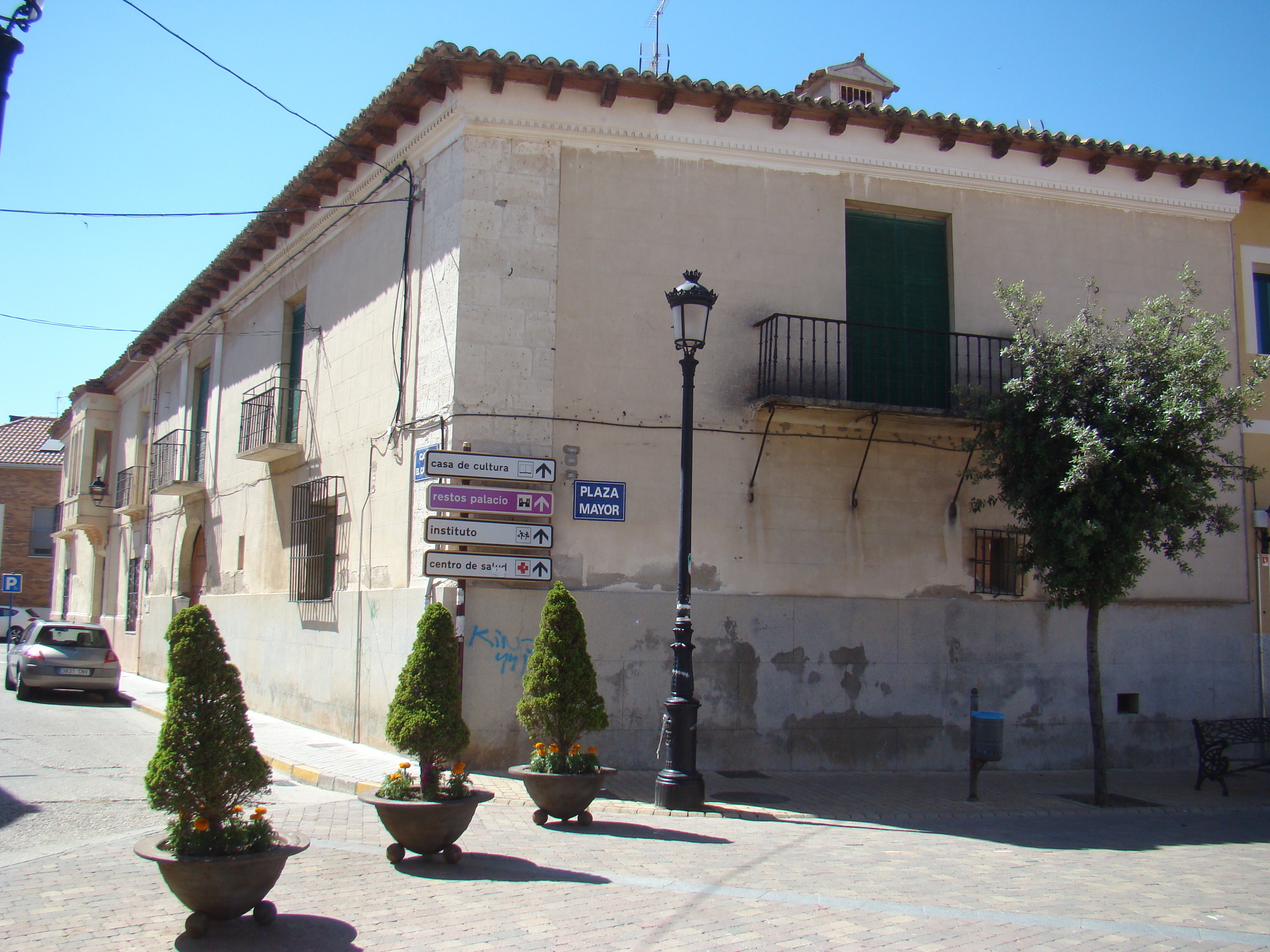
Plaza Mayor esquina con Campillo, donde se encuentra una de las antiguas casas nobles.

El núcleo histórico y tradicional ocupa el centro de la población, alrededor del cual ha ido ampliándose la localidad. En la Edad Media estuvo rodeada por una muralla, cuyo trazado puede adivinarse todavía siguiendo las distintas rondas y avenidas.
La plaza Mayor tiene una zona rehundida llamada el Lagunajo, donde se alza la iglesia de Santiago. En dicha plaza se encuentran también los edificios del Ayuntamiento y del antiguo hospital de San Juan Evangelista. 

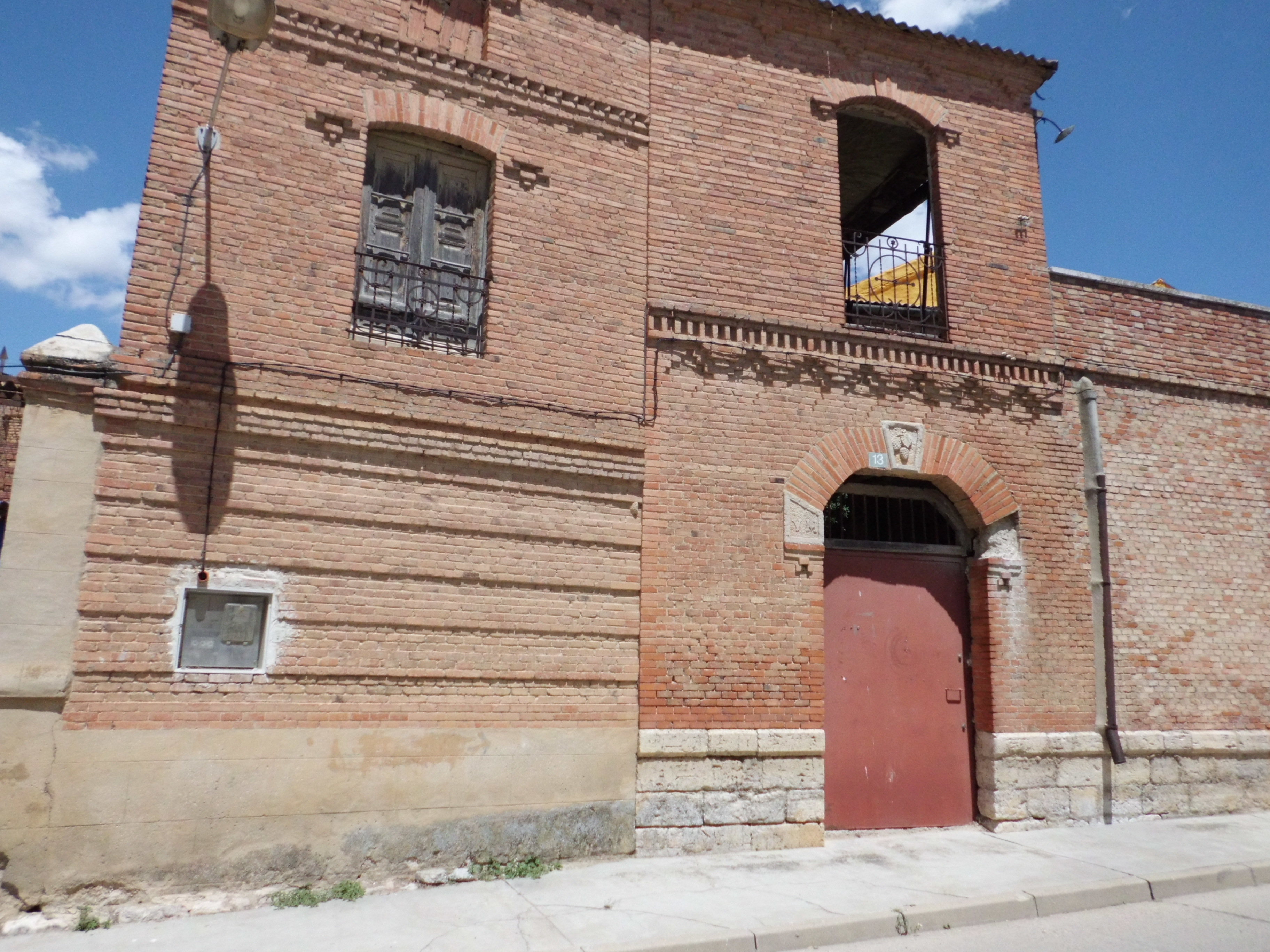
Restos de las antiguas bodegas del Obispo

De la plaza Mayor salen calles radiales que van a desembocar al trazado de lo que fue la muralla. En algunas de estas calles y en otras adyacentes se conservan todavía fachadas y casas blasonadas, testigos de la importancia que adquirió la localidad en tiempos pasados. Son las tituladas con los nombres de calle Campillo, Corro Vaca, Tercias, Montoyas, Tenerías, Villa y Las Armas, entre otras.

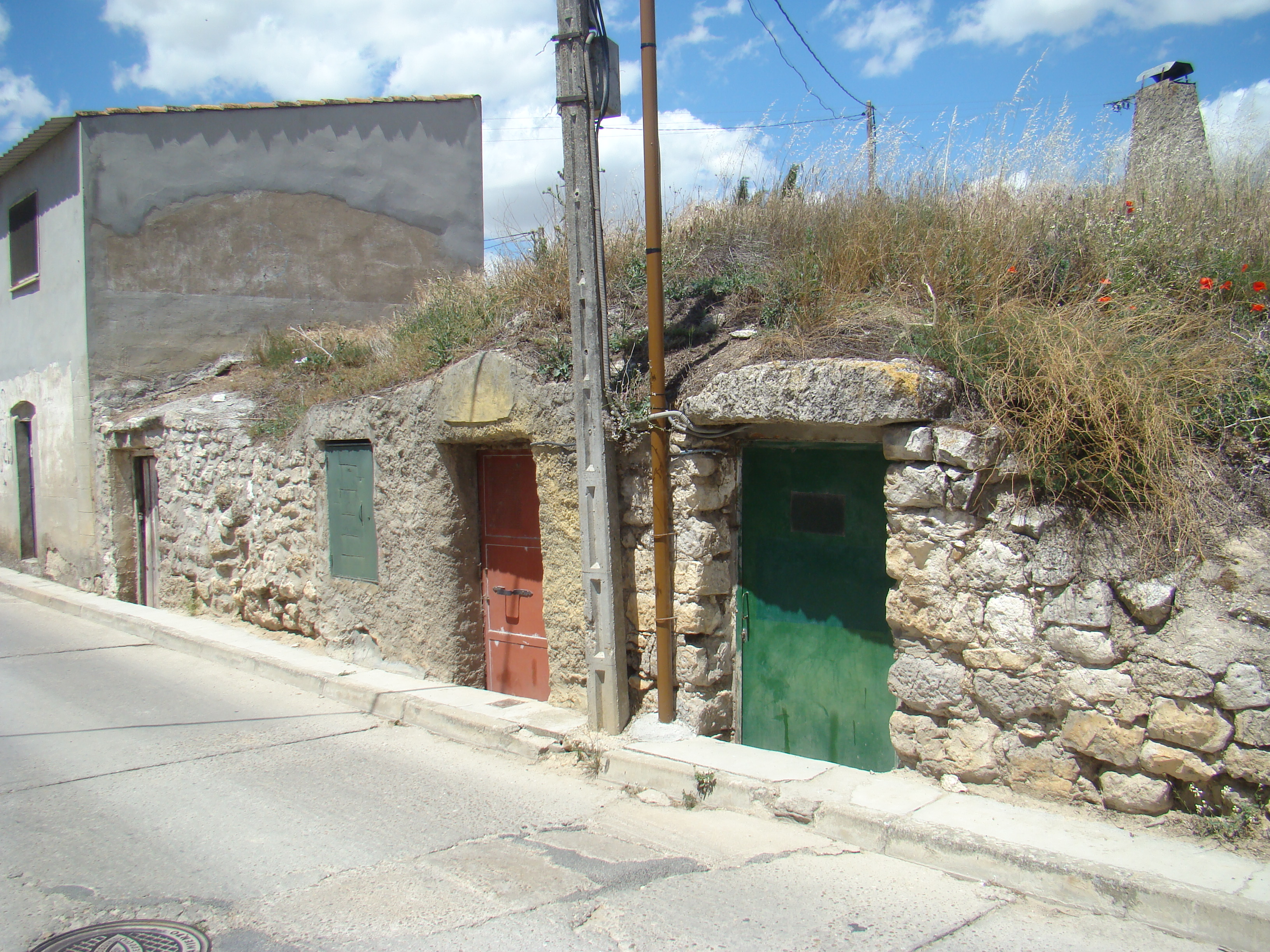
Casas-cueva; a la izquierda otra cueva fue sustituida por una casita

En Cigales fueron siempre muy importantes las bodegas, al ser una zona cuya economía estuvo y está bastante ligada a la producción de vino; eran construcciones tradicionales excavadas en la tierra, con zarceras —o respiraderos— de piedra los más antiguos y de ladrillo los más recientes. Las más antiguas formaron grupos de arquitectura popular ubicados en dos zonas diferenciadas: Malpique y Las Bodegas. La zona de Malpique está al noreste de la población y en uno de sus viales, la Ronda del Obispo, están los restos de las antiguas bodegas del Obispo, edificio que fue de estilo modernista de principios del siglo XX. Es tradición que en este lugar prensaban las uvas del obispo de Valladolid. Se conserva una pared con la puerta de entrada y en ella un blasón y unas iniciales. El edificio, o lo que queda de él, está construido en ladrillo.

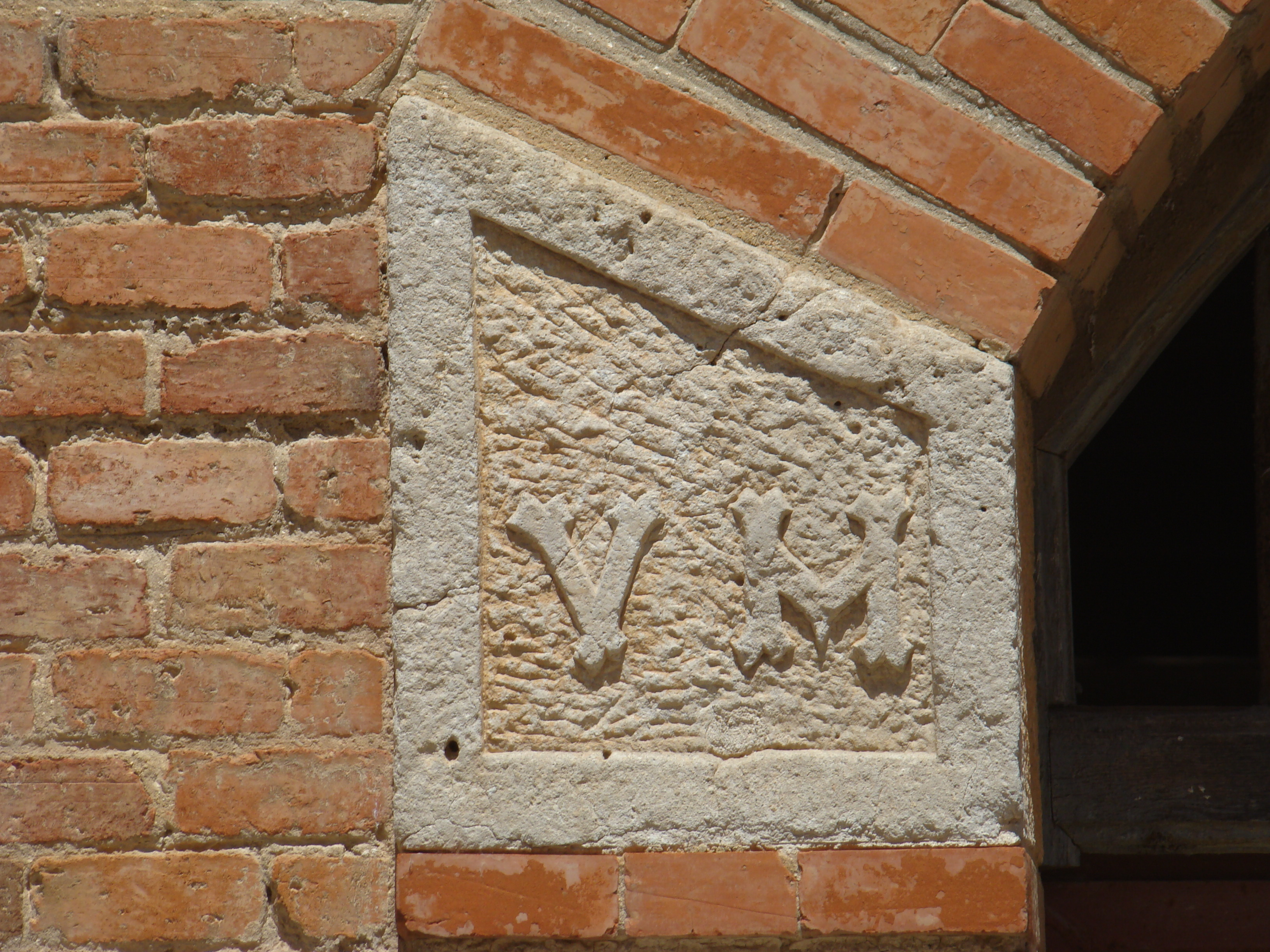
Iniciales "Valeriano Malfaz"
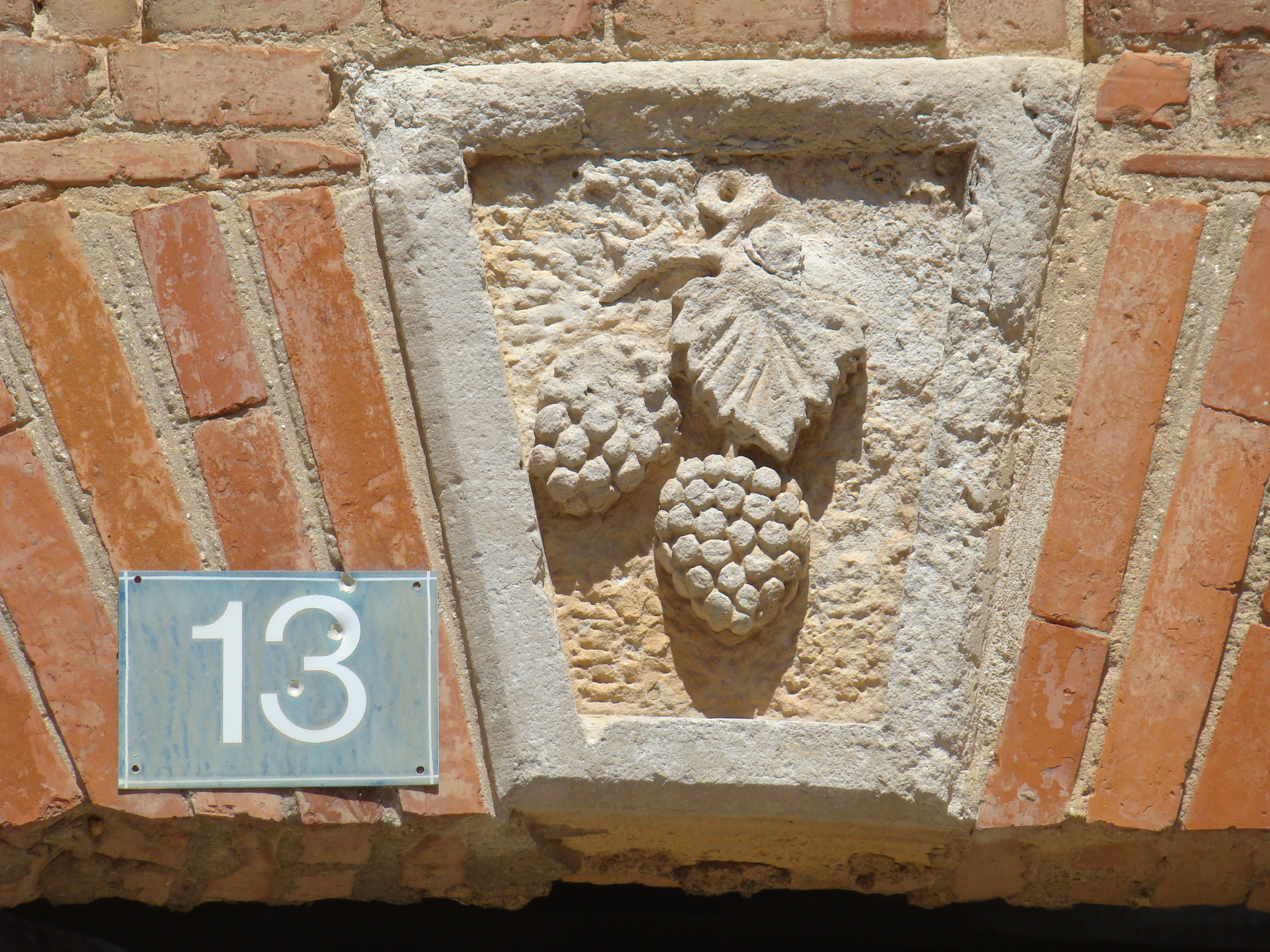
Blasón

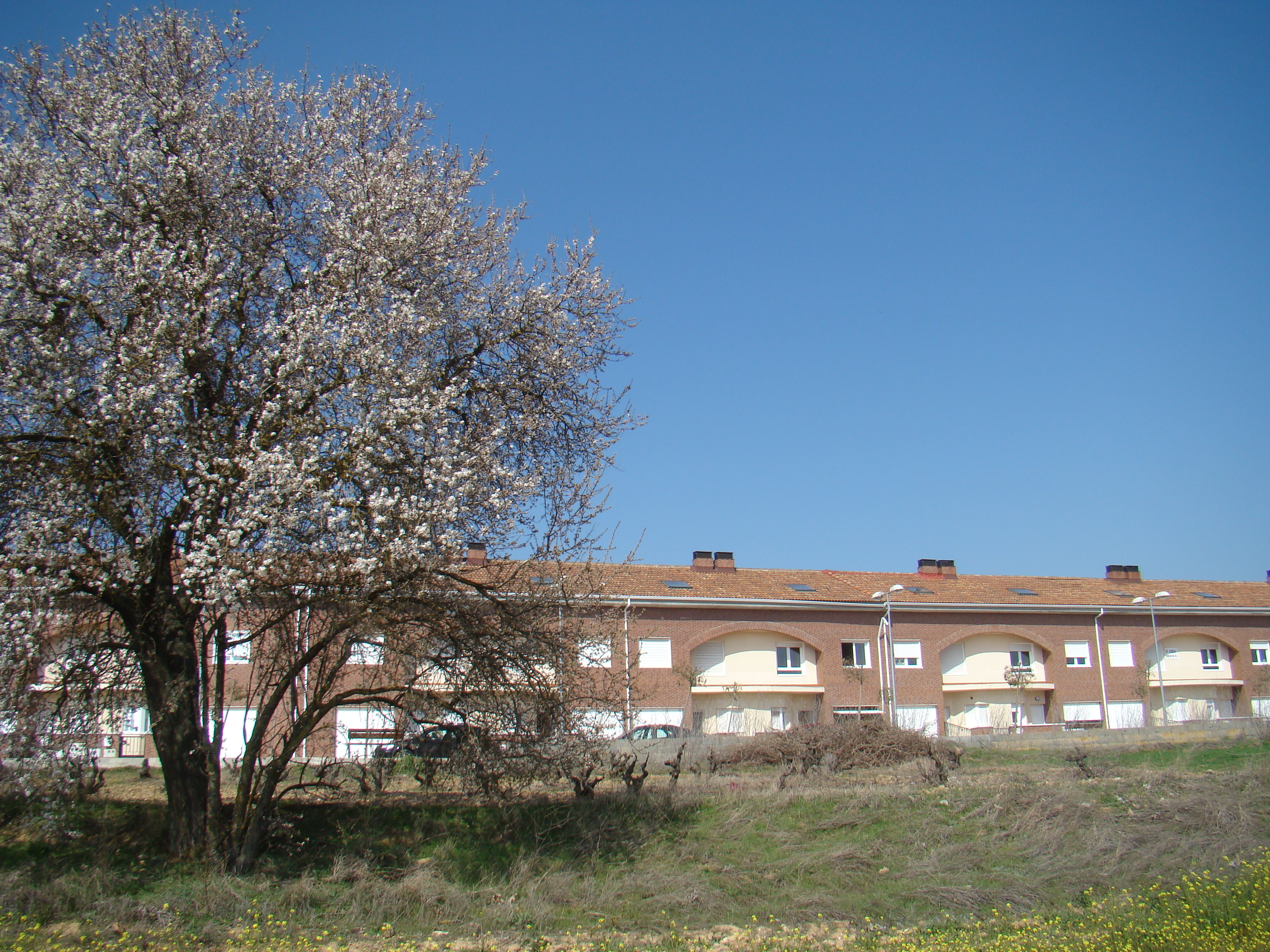
Zona de chalets adosados

Además de las bodegas hay otras construcciones también excavadas en la tierra. Son auténticas casas trogloditas o cuevas-vivienda que han servido de hogar familiar hasta finales del siglo XX. Los taludes que con las aguas de lluvia fueron formándose a ambos lados de un antiguo camino, convertido en calle Chamberit, sirvieron para excavar en ellos las chabolas. También apareció este tipo de viviendas en las gravas de la Ronda del Obispo y alrededores. Con el tiempo muchas de estas cuevas fueron destruidas, abandonadas e incluso se alzaron en su lugar pequeñas casitas, pero otras fueron simplemente modernizadas y ocupadas por sus propietarios en los meses de calor. La estructura interior de estas cuevas es muy simple: un pasillo central, cocina con un vano a la calle y habitaciones en el interior a lo largo del pasillo.
En el último tercio del siglo XX comenzó la construcción de chalés adosados en zonas rurales de la periferia, que fueron recalificadas para hacer urbanizaciones modernas.

## Política y administración
En elecciones municipales de 1983, el partido más votado fue el Partido Socialista Obrero Español, consiguiendo, cinco concejales por tres de la derecha Alianza Popular. El Centro Democrático y Social obtuvo un concejal. Mientras que en 1991 ambos partidos volvieron a empatar en número de concejales, tanto en 1995, 1999 y 2003, el Partido Popular sacó en todas las ocasiones un mayor número de ellos. 
En las elecciones 2007 se produjo la victoria del PSOE por 91 votos de diferencia al Partido Popular, pero éste consiguió seguir gobernando gracias a su coalición con Independientes por Cigales, siendo alcalde Francisco Javier Gallego Mediavilla. Dos años más tarde, la moción de censura presentada por socialistas e independientes provocó un giro de gobierno, siendo alcaldesa la socialista Pilar Fernández Pastor.
En las elecciones de 2011, populares y socialistas empataron con cinco escaños, si bien los primeros lograron treinta votos más, pero la coalición de socialistas e independientes posibilitó que Pilar Fernández Pastor continuara al frente de la alcaldía. Dos años más tarde, otra moción de censura presentada por populares e independientes el 8 de mayo de 2013, dio paso al popular Javier Caballero Barrigón como nuevo alcalde.
En las elecciones de 2015 se produjo un nuevo empate a cinco escaños entre populares y socialistas, si bien los primeros lograron veintiocho votos más. La irrupción de nuevas fuerzas políticas disgregó los restantes votos entre Candidatura Independiente, Podemos e Izquierda Unida, cada uno con un escaño. La coalición entre fuerzas de izquierdas dejó fuera del gobierno a populares e independientes, permitiendo que Pilar Fernández Pastor regresara a la alcaldía.
En las elecciones de 2019, el PSOE (5) obtuvo la alcaldía gracias al apoyo de Ciudadanos (2).
| Partido político   | 1979    | 1979       | 1983    | 1983       | 1987  | 1987       | 1991    | 1991       | 1995    | 1995       | 1999    | 1999       |
| Partido político   | % votos | concejales | % votos | concejales | votos | concejales | % votos | concejales | % votos | concejales | % votos | concejales |
| PP (AP hasta 1989) | -       | -          | 36,09   | 3          | 39,69 | 4          | 44,66   | 4          | 47,41   | 6          | 42      | 5          |
| PSOE               | -       | -          | 45,87   | 5          | 46,49 | 4          | 37,86   | 4          | 34,28   | 4          | 37,64   | 4          |
| URCL               | -       | -          | -       | -          | -     | -          | -       | -          | 14,14   | 1          | 15,76   | 2          |
| DRCL               | -       | -          | -       | -          | -     | -          | 15,89   | 1          | -       | -          | -       | -          |
| CDS                | -       | -          | 18,04   | 1          | 11,9  | 1          | -       | -          | -       | -          | -       | -          |
| UCD                | 40,52   | 4          | -       | -          | -     | -          | -       | -          | -       | -          | -       | -          |
| Independientes 1   | 20,88   | 2          | -       | -          | -     | -          | -       | -          | -       | -          | -       | -          |
| Independientes 2   | 38,61   | 3          | -       | -          | -     | -          | -       | -          | -       | -          | -       | -          |

| Partido político          | 2003    | 2003       | 2007    | 2007       | 2011    | 2011       | 2015    | 2015       | 2019    | 2019       |
| Partido político          | % votos | concejales | % votos | concejales | % votos | concejales | % votos | concejales | % votos | concejales |
| PSOE                      | 35,06   | 4          | 40,36   | 5          | 35,63   | 5          | 35,47   | 5          | 30,51   | 5          |
| PP                        | 49,1    | 6          | 36,06   | 5          | 37,3    | 5          | 36,66   | 5          | 19,88   | 3          |
| VOX                       | -       | -          | -       | -          | -       | -          | -       | -          | 15,23   | 2          |
| Cs                        | -       | -          | -       | -          | -       | -          | -       | -          | 14,7    | 2          |
| IU/Toma la Palabra        | -       | -          | 1,84    | 0          | 2,37    | 0          | 9,16    | 1          | 8,35    | 1          |
| Candidatura Independiente | 3,28    | 0          | 1,28    | 0          | -       | -          | 7,89    | 1          | 4,36    | 0          |
| Cigales También Puede     | -       | -          | -       | -          | -       | -          | 7       | 1          | 4,15    | 0          |
| URCL                      | 9,02    | 1          | 6,19    | 0          | 4,78    | 0          | -       | -          | -       | -          |
| Cigales PI                | -       | -          | 12      | 1          | 10,48   | 1          | -       | -          | -       | -          |
| PCAL                      | -       | -          | -       | -          | 5,99    | 0          | -       | -          | -       | -          |

## Patrimonio histórico-artístico

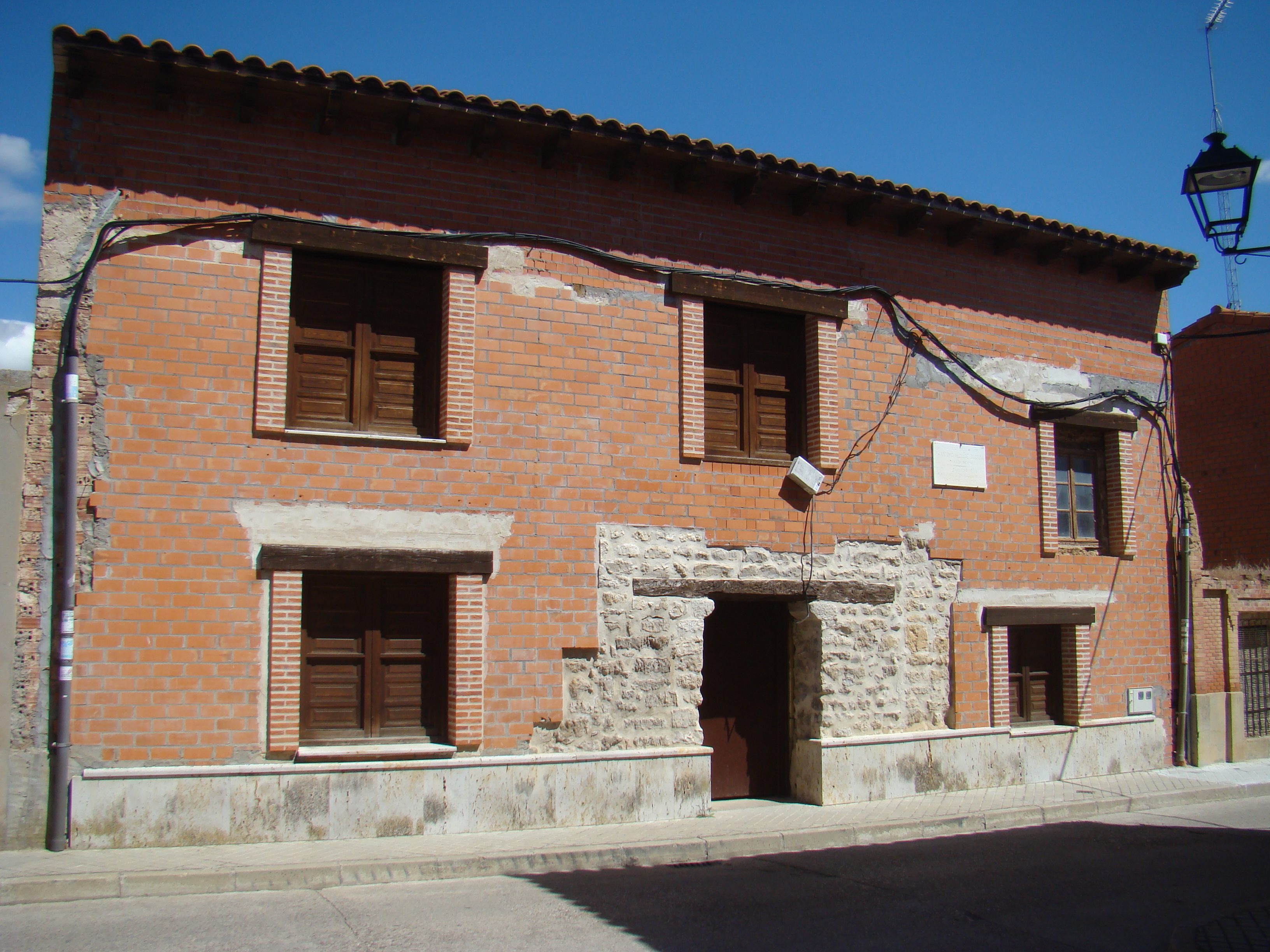
Casa de fray Antonio Alcalde

### Casa Natal de Fray Antonio Alcalde

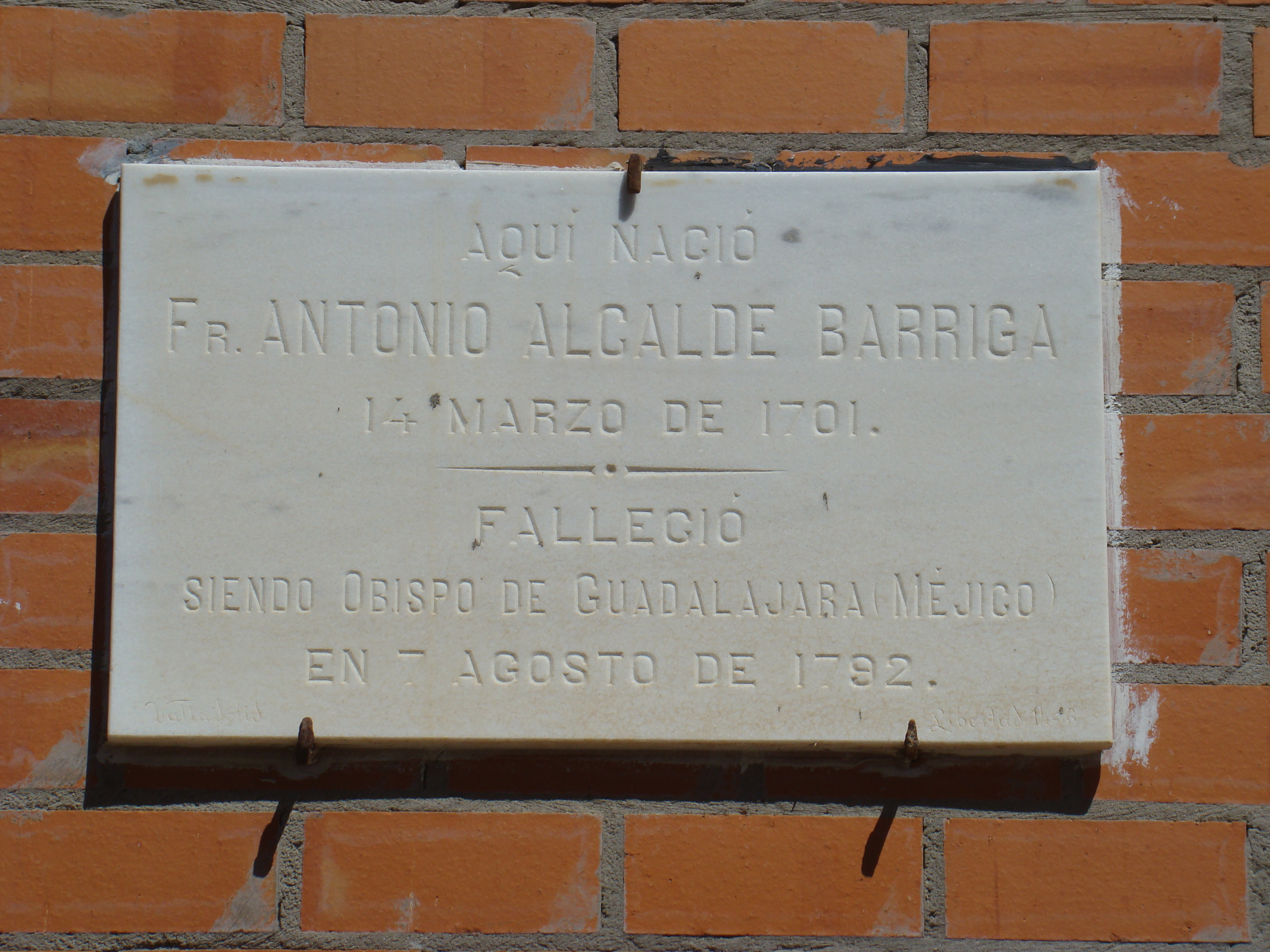
Placa informativa

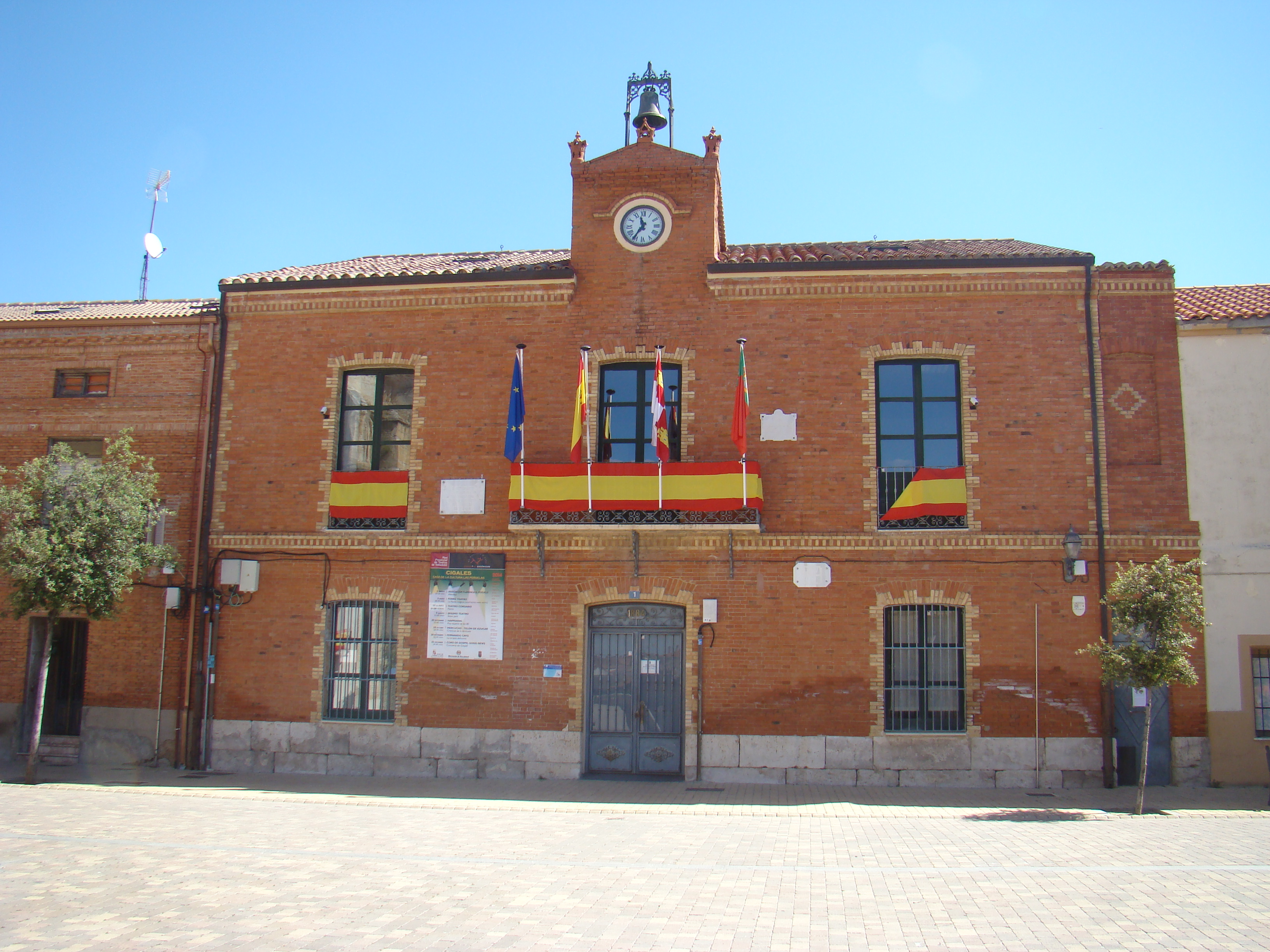
Casa Consistorial

Fray Antonio Alcalde nació en Cigales en 1701, siendo bautizado en la iglesia de Santiago en una pila que se conserva. Según el testamento de su madre, el nacimiento tuvo lugar en una casa de su propiedad sita en la calle Corrillo Reoyo, pero debió vivir durante su infancia y juventud en la calle del Barrio n.º 25 (llamada después calle de Fray Antonio Alcalde), en una casa que se conserva y en cuya fachada se colocó el 6 de enero de 1905 una placa informativa que dice: «Aquí nació/Fr. Antonio Alcalde Barriga/14 marzo de 1701./Falleció/siendo Obispo de Guadalajara (México)/en 7 agosto de 1792». El edificio sigue las pautas de la arquitectura popular. Su nuevo dueño, al hacer unas reformas interiores, respetó por completo la fachada.

### Casa del Ayuntamiento
La casa consistorial se construyó en el siglo XIX. Anteriormente hubo dos edificios consecutivos. El primero se edificó en el siglo XVI; el segundo en el siglo XVII y consta en las escrituras como maestro de cantería Juan de Nates. La casa tenía dos pisos. En 1830 necesitó de reparaciones y reformas hasta que en 1883 el Ayuntamiento acordó la construcción de un nuevo edificio de mayores dimensiones, para lo que fue preciso comprar terrenos adyacentes, solares y casas. Se puso en marcha en 1884. Sus muros son de ladrillo prensado y consta de dos pisos con una pequeña torre central, donde se aloja el reloj municipal y la campana.

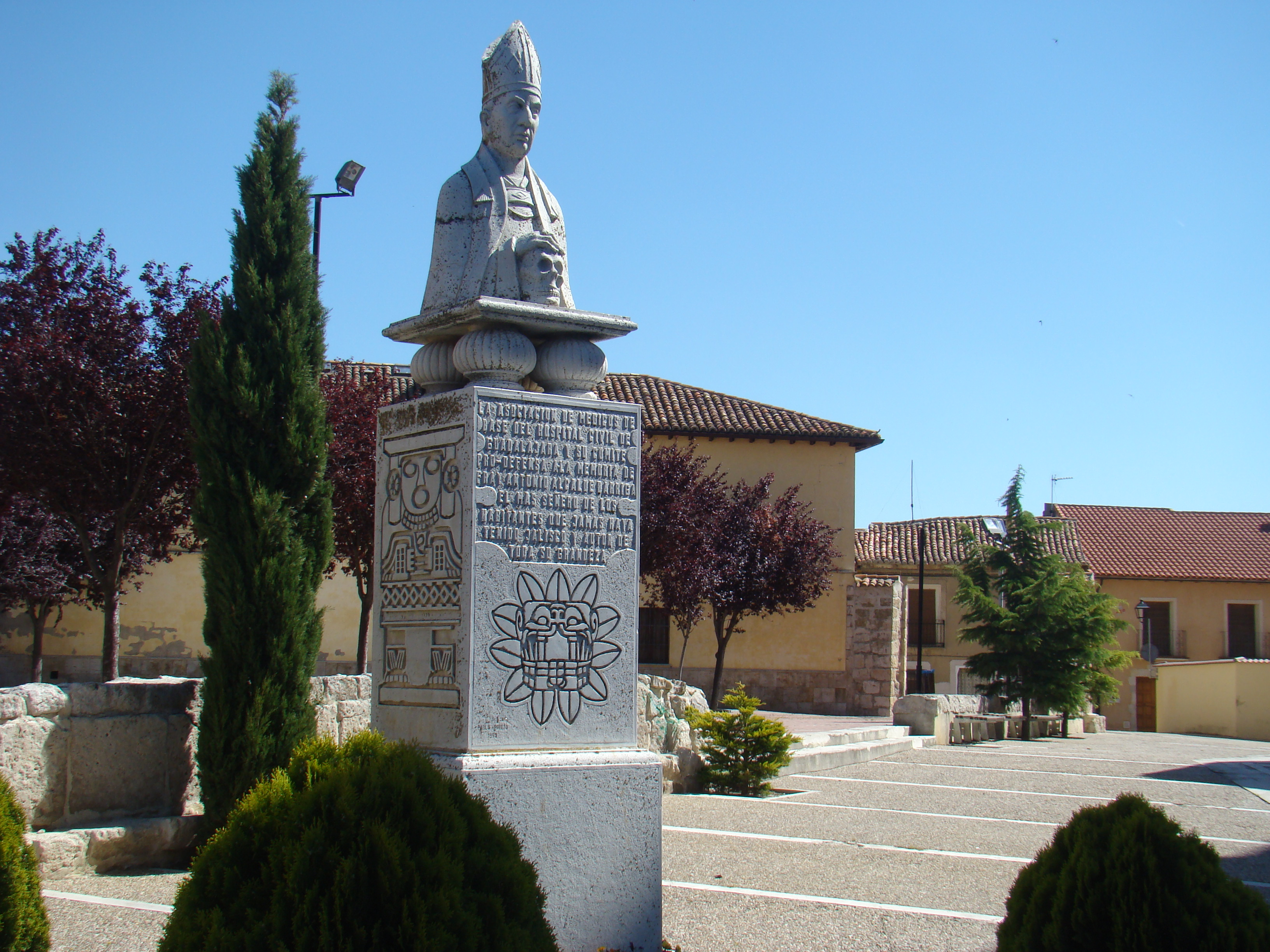
Busto de fray Antonio Alcalde

### Busto de Fray Antonio Alcalde
Es una obra escultórica en homenaje al obispo Antonio Alcalde, hijo de la villa. Fue un regalo de la Asociación de Médicos de Base del Hospital Civil de Guadalajara (Jalisco), ciudad hermanada con Cigales. En 1993 se colocó el busto sobre pedestal de piedra que lleva en sus cuatro lados una iconografía de dos dioses mexicanos. Está situado en el atrio de la Iglesia de Santiago Apóstol.

### Casa de Francisco Calderón de La Barca
Situada en la calle Corro Vaca n.º 5, es la sede del Consejo Regulador Denominación de Origen Cigales. Es la antigua casa de Francisco Calderón, mayordomo de los Duques de Frías y descendiente del Marquesado de Santillana. Se construyó entre finales del siglo XV y principios del XVI. Es un edificio de dos plantas levantado sobre un alto zócalo de piedra. En la portada principal, hecha en piedra caliza, se pueden ver los escudos de armas de los Calderón y del Marquesado de Santillana.

### Otros monumentos
- Restos del Palacio de los Condes de Benavente (Cigales): se conserva la base de dos torres del palacio, muy deterioradas y descarnadas.
- Casa de Manuel Díez Quijada Alcalde: casa de la familia del obispo Alcalde situada en la calle del Campillo n.º 1.
- Restos de la Muralla.
- Antiguo Hospital de San Juan Evangelista, actual hogar de los jubilados.
- Iglesia de Santiago.
- Ermita de Nuestra Señora de Viloria.
- Iglesia Protestante, reconvertida en vivienda de uso particular.

## Gastronomía

### D.O. Cigales

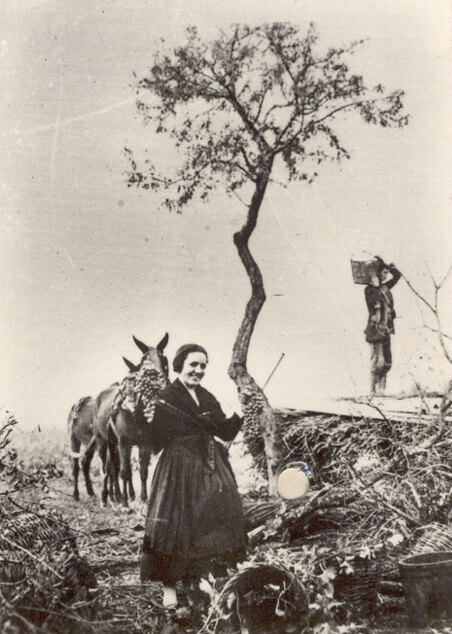
Vendimia en Cigales, principios

La Denominación de Origen Cigales comprende 13 municipios, cuyo centro es Cigales. Regadas por el río Pisuerga, tiene 2850 ha en alrededor de 574 km² y cuenta con 36 bodegas inscritas. Obtuvo la calificación de Denominación de origen en 1991.
Aunque es una denominación de origen relativamente joven, en el siglo X aparecen propietarios de viñedos en la comarca según se comprueba documentalmente.

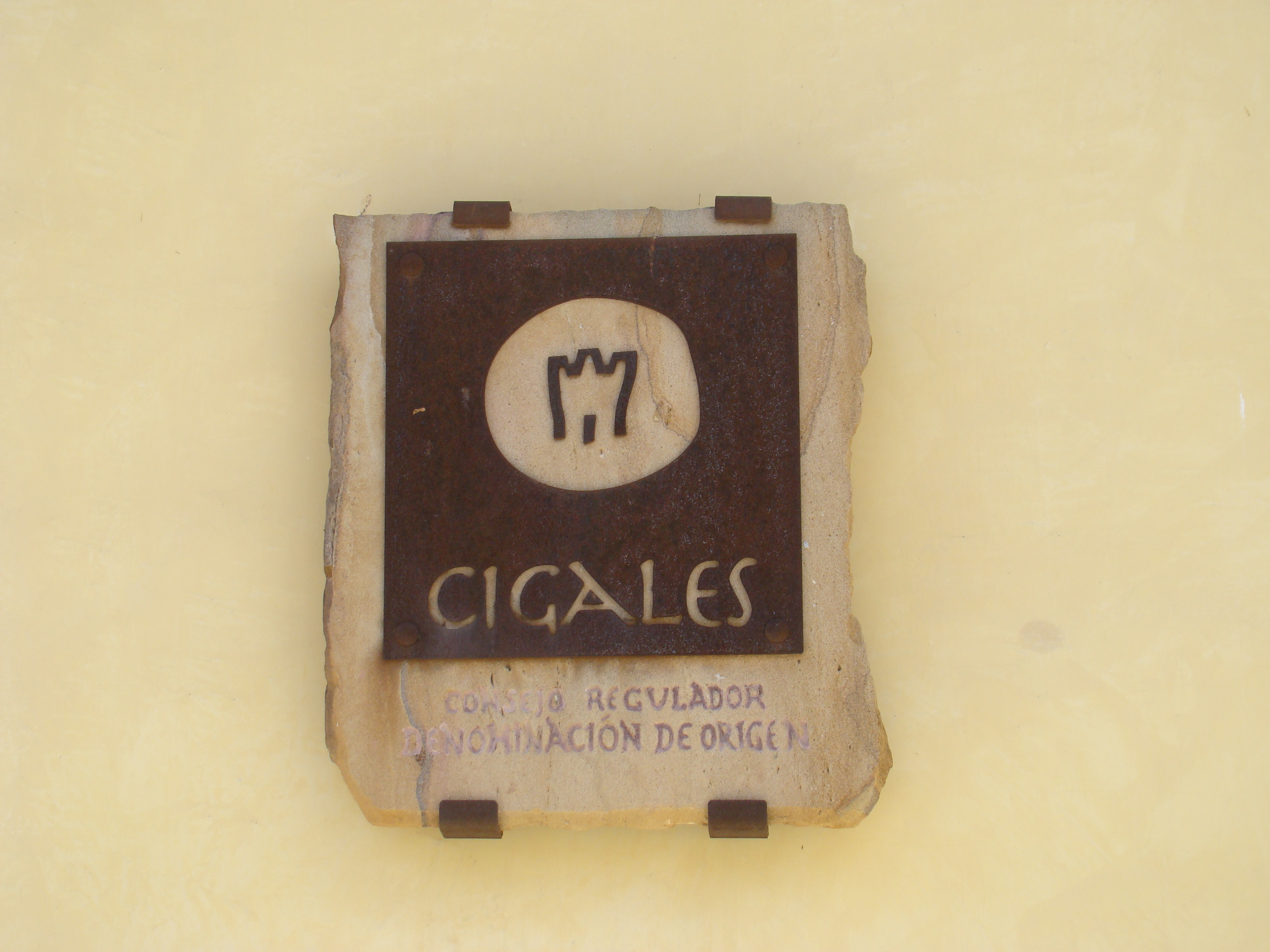
Emblema del Consejo Regulador en la fachada de la sede
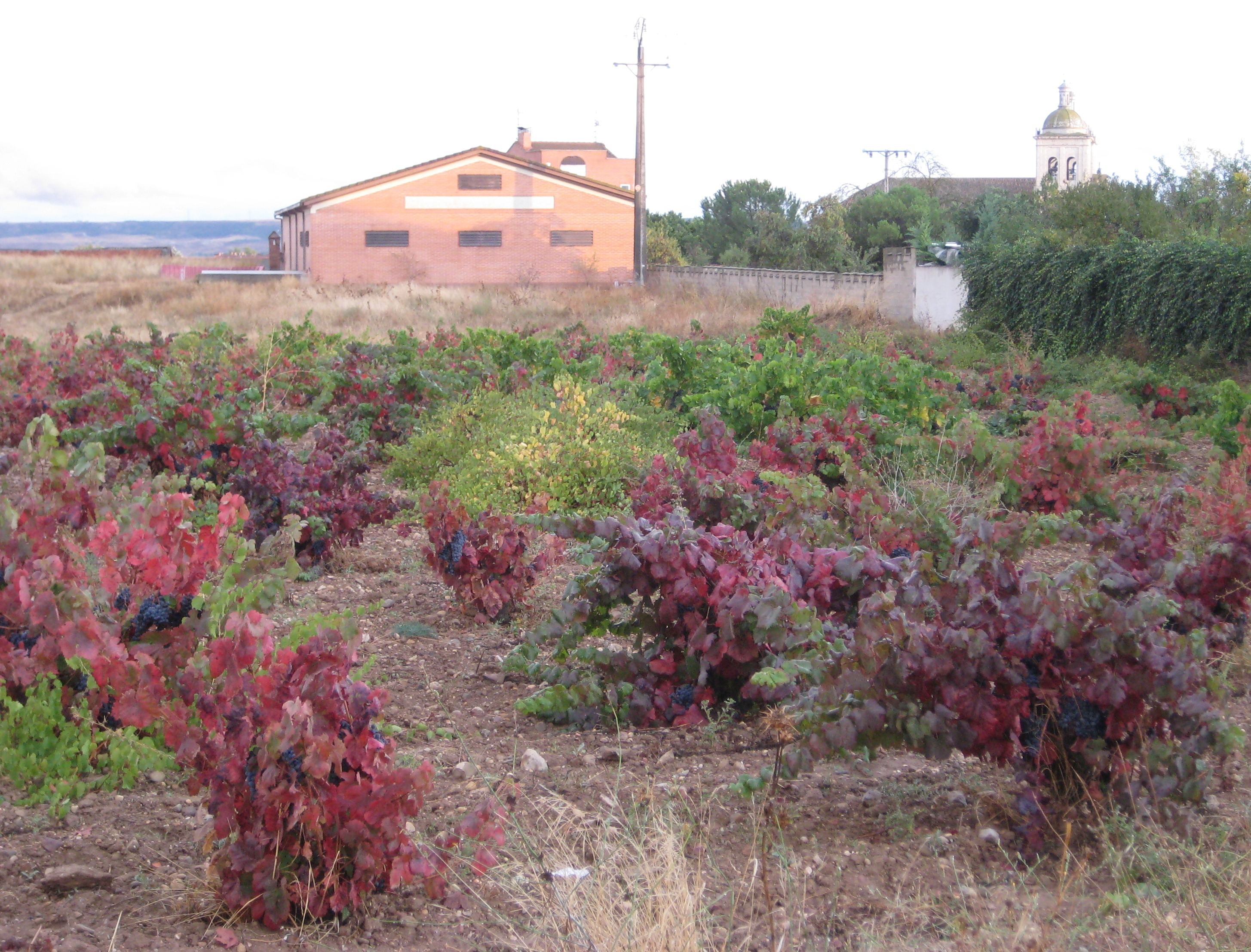
Viñedo en Cigales

La altitud media de los viñedos es de 750 metros, los suelos son arenosos y calizos con apenas materia orgánica. El clima es continental con una temperatura media anual de 12°, mientras que la precipitación media anual es de 400 mm.
Aunque la especialidad que ha hecho famoso el vino de Cigales es el rosado, el tinto está cogiendo cada vez más popularidad y calidad. Las uvas más importantes utilizadas para realizar los vinos son las de tipo tempranillo, aunque también se cultiva garnacha, albilla o verdejo.
Es reseñable decir que las añadas del vino de Cigales siempre son clasificadas de buenas o muy buenas, haciendo especial hincapié en que la añada del 2003 fue valorada como «excelente».

## Mapas

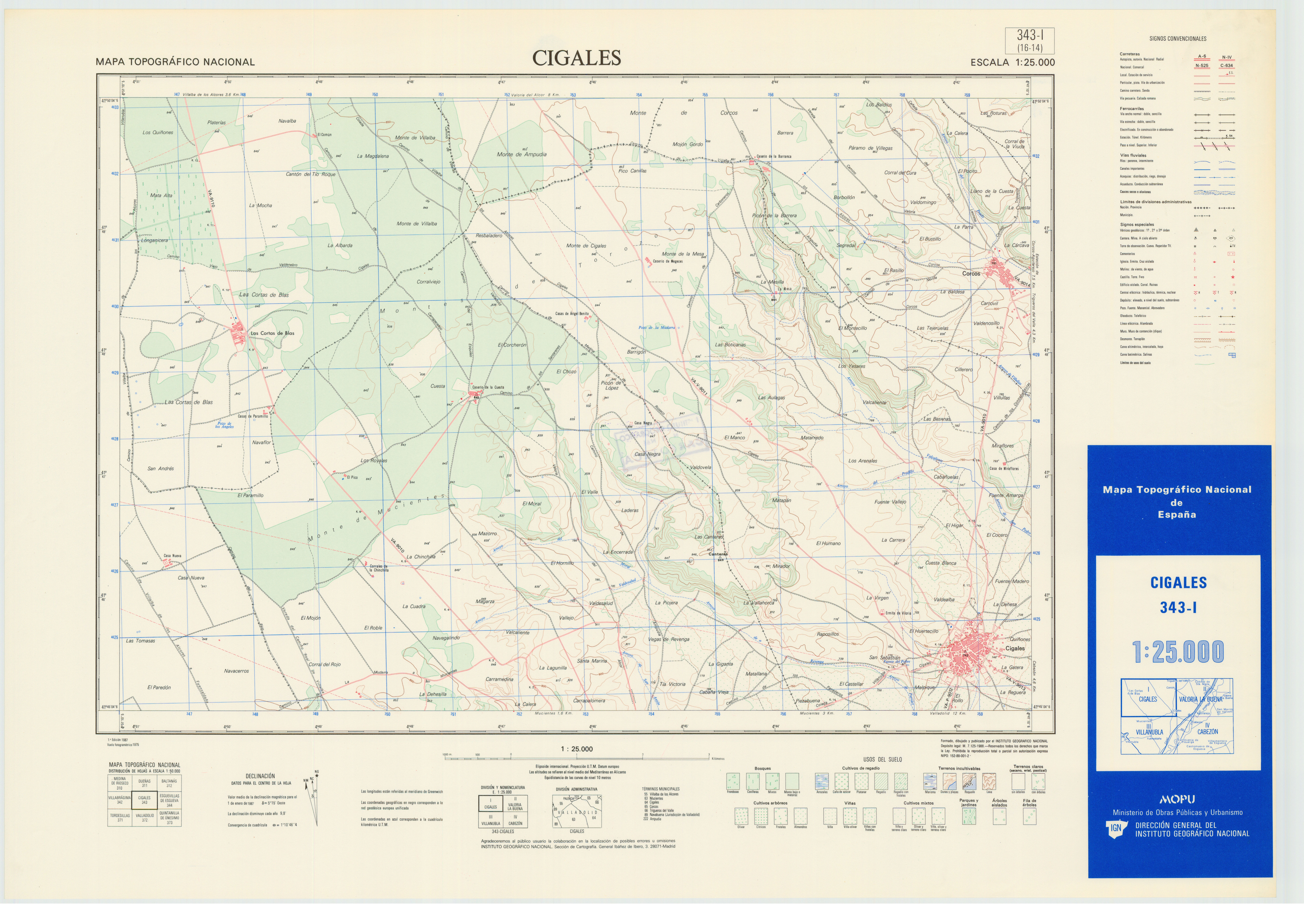
Mapa Topográfico del año 1987
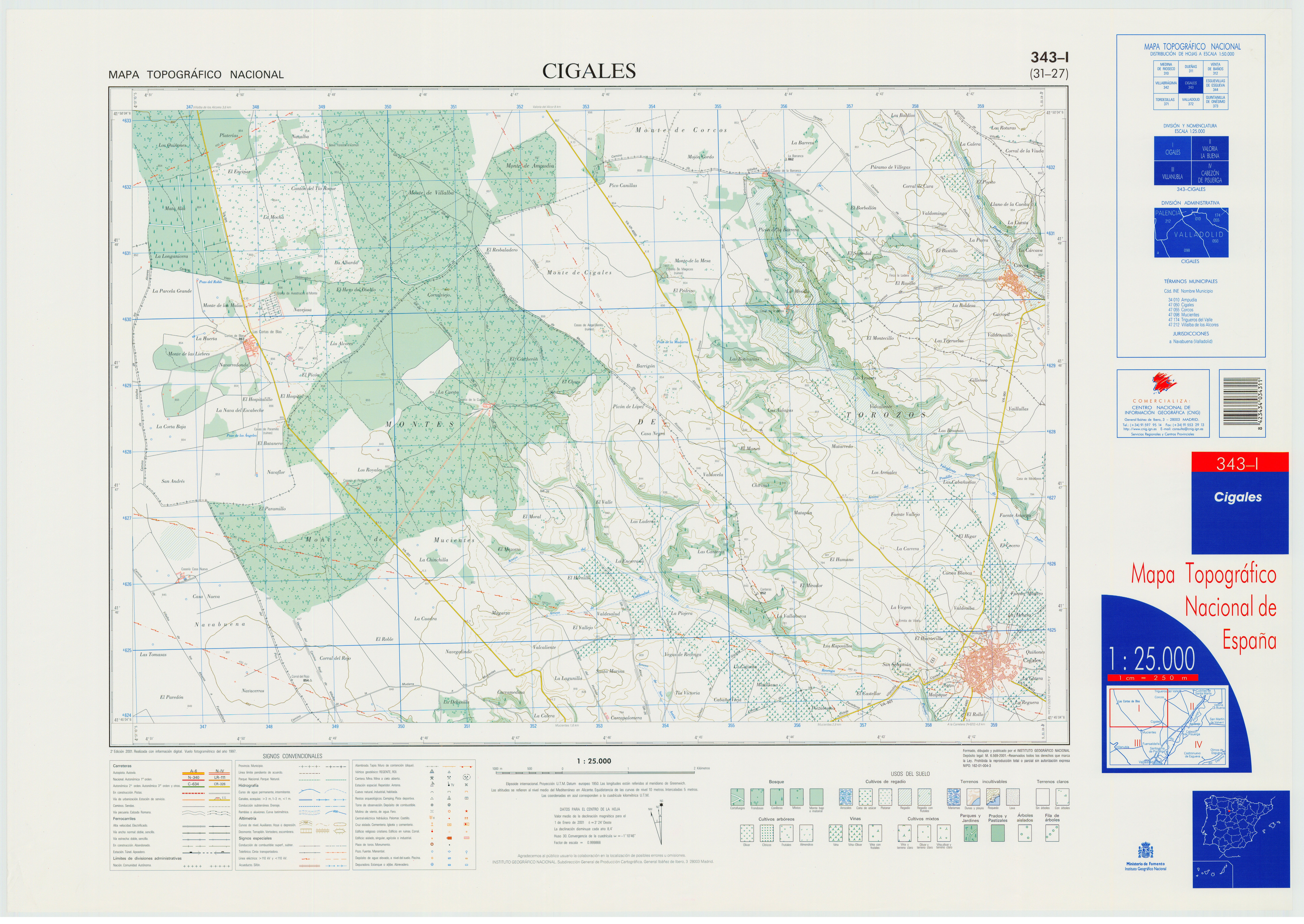
Mapa Topográfico del año 2001
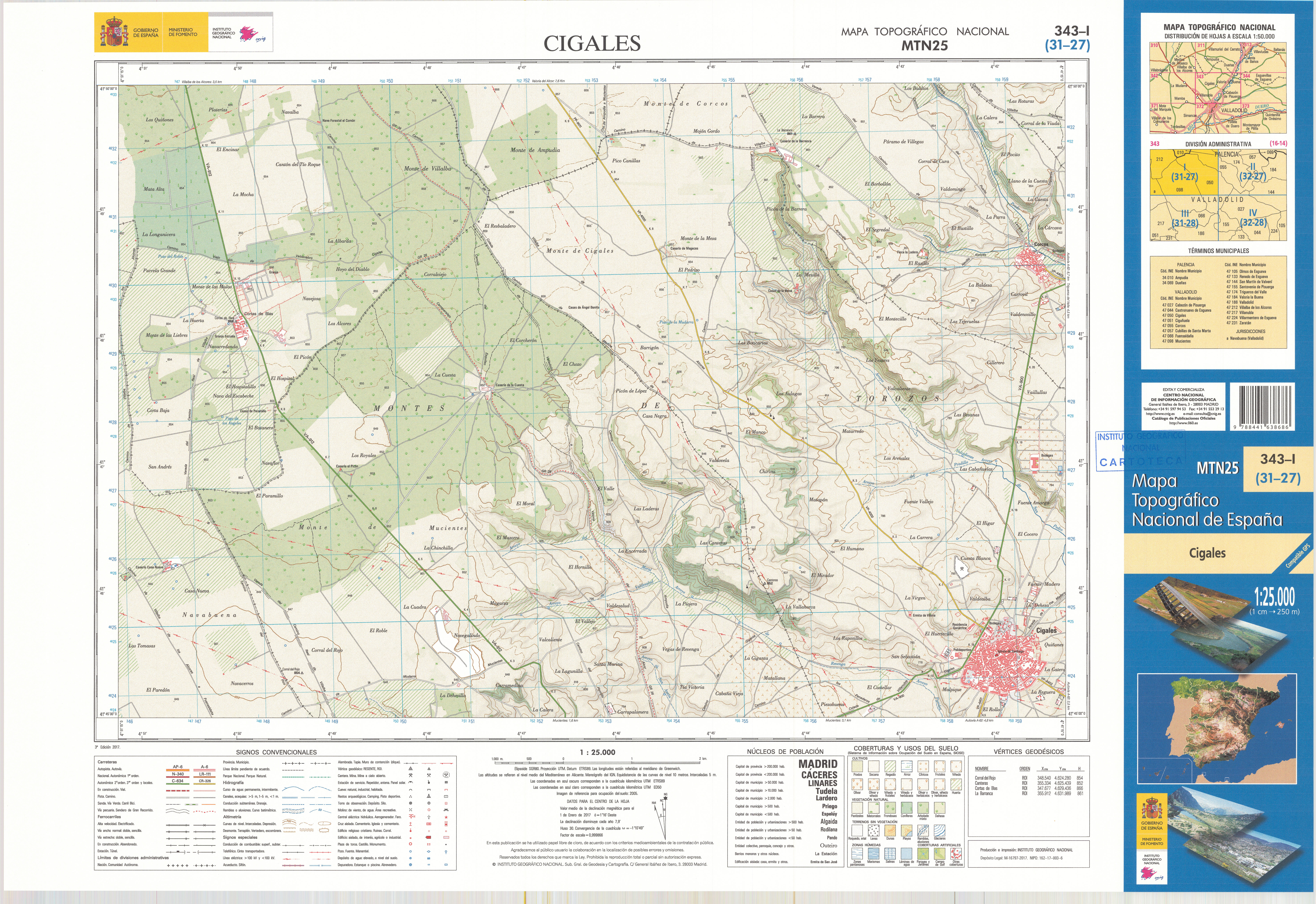
Mapa Topográfico del año 2017

## Ciudades hermanadas
| Ciudades hermanadas |             |                        |        |                             |        |
| País                | Ciudad      | Fecha de hermanamiento | Escudo | Web de la ciudad            | Imagen |
| México              | Guadalajara | 1992                   |        | Ayuntamiento de Guadalajara |        |
| España              | Cambados    | 2017                   |        | Ayuntamiento de Cambados    |        |